# Râncăciov, Argeș
Râncăciov este un sat în comuna Călinești din județul Argeș, Muntenia, România.